# Ulán Bator
Ulán Bator (una ortografía derivada
en ruso: Улан-Батор, romanizado: Ulan-Bator) nombre tradicional en occidente para Ulaanbaatar (en mongol: Улаанбаатар, romanizado: Ulaanbaatar, pron. [ʊɮɑːm.bɑːtʰɑ̆r] (escuchar)ⓘ) es la capital y ciudad más poblada de Mongolia. La ciudad es un municipio independiente y no forma parte de otra provincia.
Situada en el norte del país, ligeramente al este del centro de Mongolia, la ciudad se encuentra en el valle que forman las montañas Bogdh Khan, Songino Khairkhan, Chingeltei y Bayanzurkh y que es cruzado por el río Tuul, a 1350 metros de altitud. Además, es considerada la capital más fría del mundo al registrar una temperatura mínima media anual de −0'8 °C debido, principalmente, a su clima continental, derivado de su lejanía al mar. Es el centro cultural, industrial y financiero del país, así como un nudo de transporte conectado por carretera con las mayores ciudades de Mongolia y por el ferrocarril con el Transmongoliano y el sistema ferroviario chino.
Ulán Bator fue fundada en 1639 como centro de monasterios budistas y, en el siglo XX, se convirtió en un gran centro manufacturero caracterizado por sus amplios bulevares y plazas y por su arquitectura de estilo soviético de mediados del siglo XX.
Se compone de un barrio central de estilo soviético, rodeado y mezclado con torres residenciales de hormigón y yurtas. Es la capital asiática más barata para los trabajadores extranjeros.

## Toponimia
Ulán Bator ha tenido numerosos nombres a lo largo de su historia. Entre 1639 y 1706, fue conocida como Örgöö (en mongol: Өргөө, que significa «residencia»), transliterado generalmente como Urga, y entre 1706 y 1911 su nombre fue Ikh Khüree, Da Khüree o simplemente Khüree (en mongol: Их, traducido como «la grande», o Хүрээ, que significa «campamento»). Su nombre chino fue siempre Kulun. Tras la independencia del país en 1911, bajo el gobierno laicista, la ciudad cambió su nombre a Niislel Khüree (en mongol: Нийслэл, literalmente «capital»). En 1924 su nombre fue cambiado a Ulaanbaatar, que significa «héroe rojo» (Ulaan, rojo; Baatar, héroe) en la lengua mongola, en honor al héroe nacional mongol Sukhe Bator, quien había derrotado a las tropas de Ungern von Sternberg y al ejército chino, luchando con apoyo del Ejército Rojo; una estatua erigida en su homenaje adorna la plaza principal de Ulán Bator. El nombre de Urga siguió utilizándose en Europa y Norteamérica hasta los años 1920. En 1940 se introdujo en el país el alfabeto cirílico, con definición fonética propia.

## Símbolos
Los símbolos de la capital de Mongolia, Ulaanbaatar, están profundamente ligados a su historia y cultura. Uno de los más importantes es el Sol, que aparece en la bandera nacional de Mongolia. Este símbolo está vinculado con la vida, la energía y la prosperidad, y refleja el papel central de Ulaanbaatar en la vida política y cultural del país. Otro símbolo relevante es la Montaña de Bogd Khan, que se encuentra cerca de la ciudad y es considerada un lugar sagrado. Esta montaña no solo representa la belleza natural que rodea a la ciudad, sino también su conexión espiritual con la naturaleza. Aunque no está directamente asociado con la capital, el León también aparece en algunas representaciones, simbolizando poder y protección, una figura que remite a los valores tradicionales mongoles. Finalmente, la bandera de Ulaanbaatar, que incorpora los colores rojo y azul, representa tanto la lucha como la espiritualidad del pueblo mongol.

### Escudo
Garudá aparece en el escudo de Ulán Bator. En su mano derecha está una llave, símbolo de prosperidad y franqueza, y en su mano izquierda está la flor de loto, símbolo de paz, igualdad y pureza. En sus garras sostiene una serpiente, símbolo del mal del cual es intolerante. En la frente de Garudá aparece el símbolo soyombo, que también aparece en la bandera de Mongolia.

### Bandera
La bandera de la ciudad es azul con el escudo de Garudá en el centro.

## Historia

### Prehistoria
Se encontraron pinturas rupestres de la Edad del Bronce (hace unos 3000 años) en la ladera norte del monte Bogd Khan Uul. Estas pinturas muestran figuras humanas, caballos, águilas y diseños abstractos como líneas horizontales y grandes esquinas con más de un centenar de puntos en ellas. El mismo estilo de pintura se encontró cerca de la ciudad de Hövsgöl y en el sur de Siberia, indicando una cultura común nómada en la zona. En la misma vertiente del monte se puede ver una pintura en roca del siglo XIII de una mujer mongola con un sombrero tradicional.

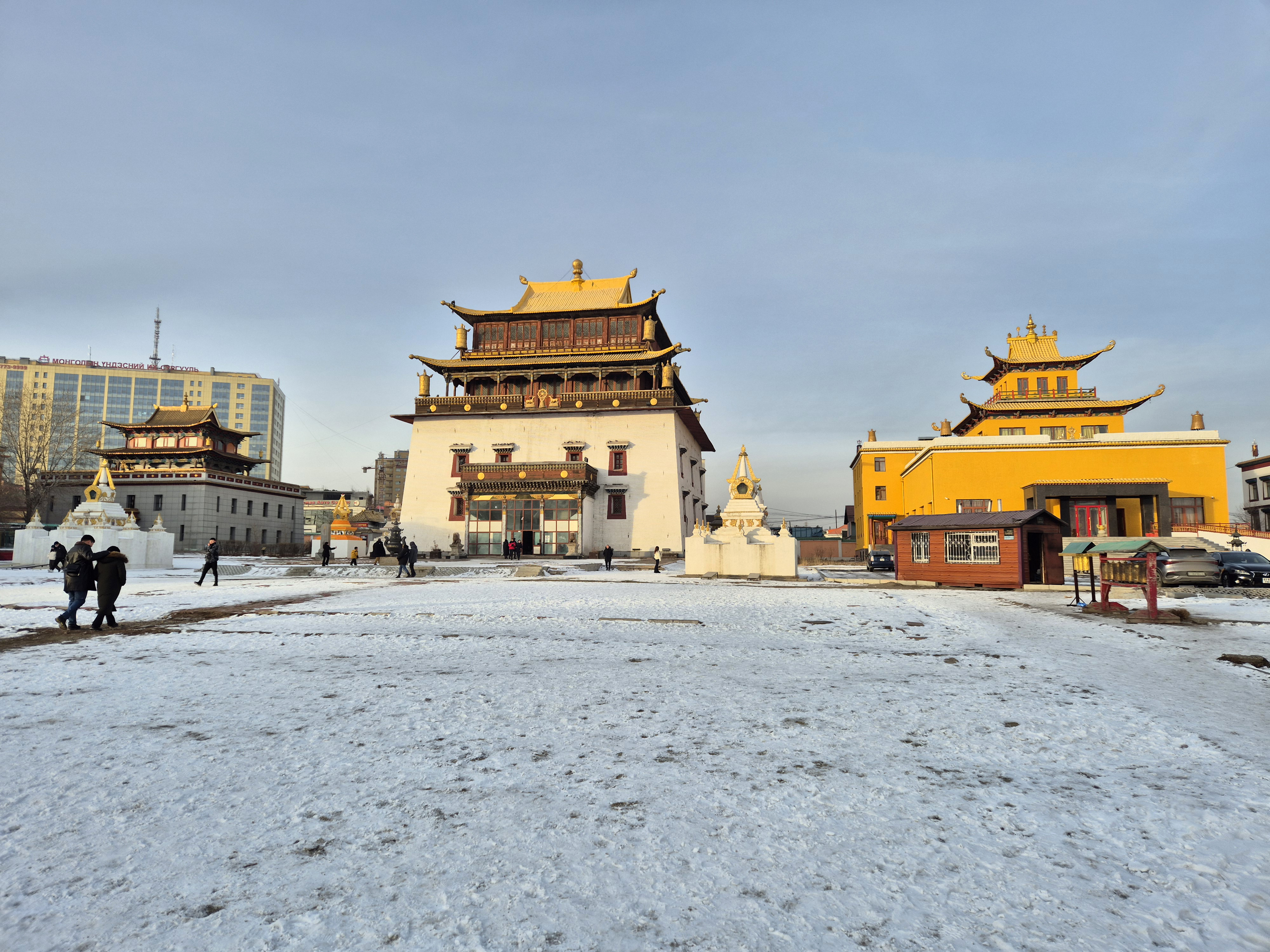
Monasterio de Gandantegchinlin.

Al norte de Ulán Bator están los grandes cementerios de los Xiongnu, con más de 2000 años de antigüedad. La zona de Ulán Bator estuvo presente en los imperios nómadas, como los Xiongnu, Xianbei, Rouran, Gokturk, Uigur, Kitán y el imperio mongol.
Cerca de la ciudad se encontraron los restos del palacio del Wang Khan Toghrul de los keraitas, en el Bosque Negro del río Tuul.

### Fundación
Ulán Bator fue fundada en 1639 como un pueblo-monasterio llamado Urga, el cual prosperó en los años 1860 debido a su situación de centro comercial entre Rusia y China.

### SigloXX
A principios del siglo XX, la ciudad tenía una población de 25 000 habitantes, de los cuales unos 10 000 eran monjes budistas del monasterio o trabajadores. En 1911, con la Dinastía Qing en China la ciudad se dirigió hacia un colapso total, los dirigentes de Mongolia se reunieron en secreto para tratar de poner fin a tres siglos de dominio chino. El 29 de diciembre de 1911, el Bogd Khan declaró la independencia del país bajo el nombre de Mongolia. Como Khüree era la sede de la Jebtsundamba Khutugtu fue la elección lógica para la capital del nuevo estado. Sin embargo, en una conferencia entre Rusia y China Mongolia fue designada en 1914 como una región autónoma de China, y en 1919, frente a la oposición de Bogd Khan y de acuerdo a lo establecido en dicha conferencia, Urga fue ocupada por las tropas chinas que reafirmaron el control sobre Mongolia.
En 1921 la ciudad cambió de manos dos veces. En primer lugar, en febrero de 1921, una fuerza formada por rusos, tibetanos y mongoles bajo el nombre de Movimiento Blanco y la dirección del caudillo ruso Barón Roman Ungern von Sternberg capturaron la ciudad, liberando a Bogd Khan de la prisión y dando muerte a la mayoría de la guarnición china. La captura de Urga fue seguida por un frenesí de saqueos, asesinatos y la masacre de la pequeña comunidad judía residente en la ciudad. El 22 de febrero de 1921, el Bogd Khan fue coronado una vez más Khan de Mongolia en Urga. No obstante, mientras el barón Ungern tomaba el control de Urga, una fuerza encabezada por Damdin Sukhbaatar se estaba formando en Rusia con apoyo soviético, y cruzaría en marzo la frontera. Ungern y sus hombres partieron en mayo para enfrentarlos, pero sufrieron una desastrosa derrota en junio. Dos meses después, el ejército comunista ruso-mongol pasó a ser la segunda fuerza en conquistar Urga en seis meses. El 29 de octubre de 1924 la ciudad fue renombrada a Ulaanbaatar («héroe rojo») como referencia a Sukhbaatar, que había fallecido a principios de ese año.

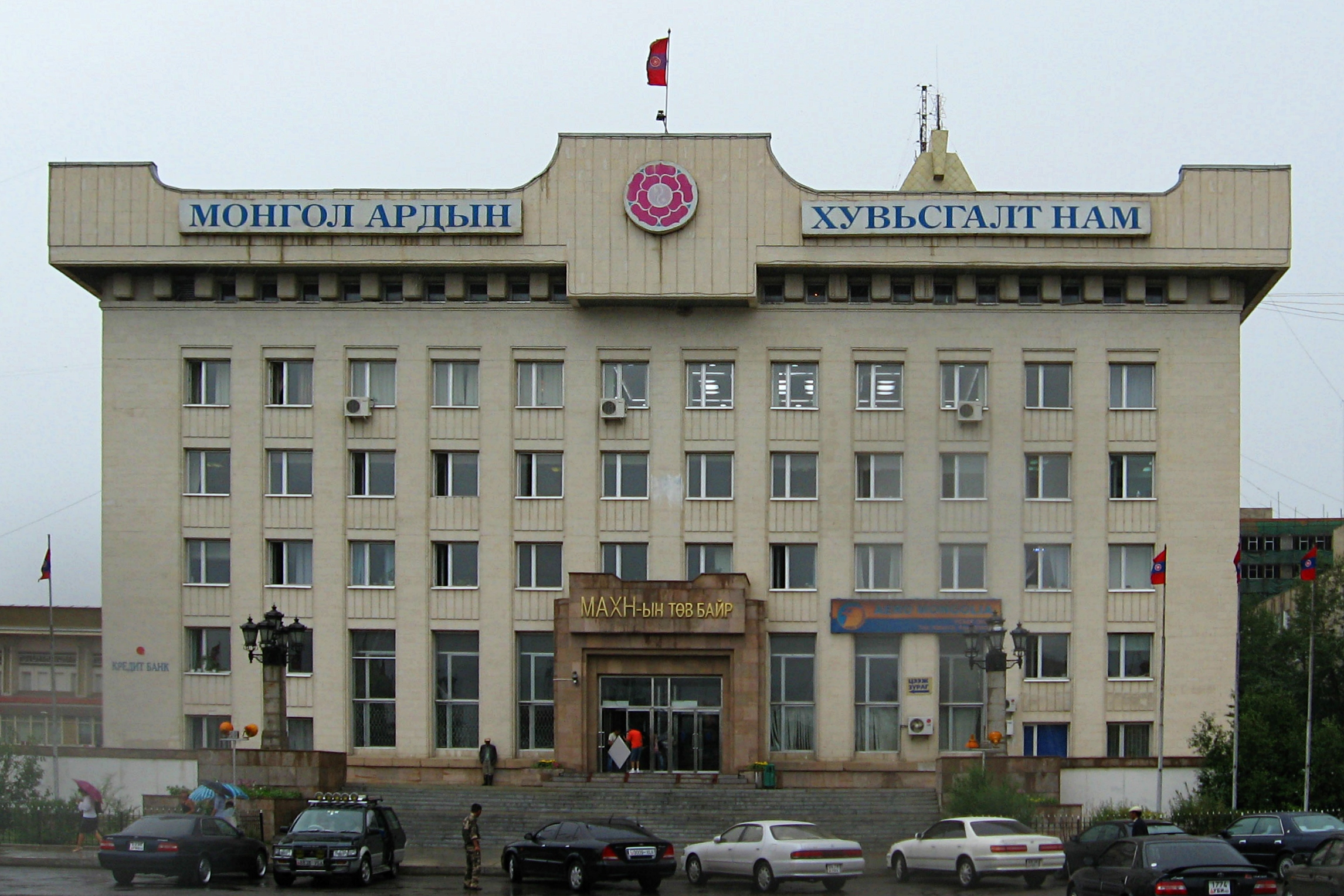
Edificio del Partido Revolucionario del Pueblo de Mongolia en Ulán Bator.

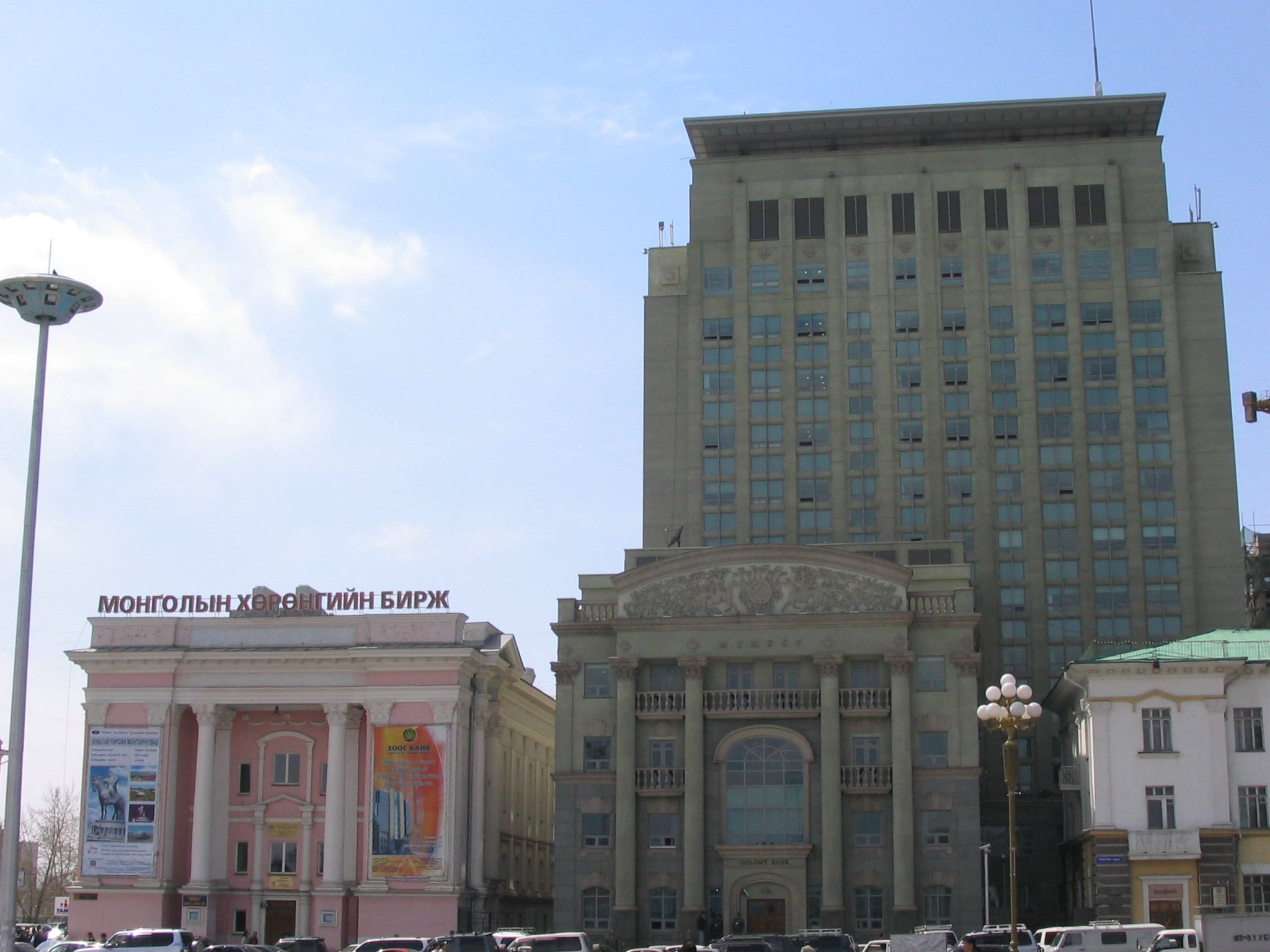
Edificios en Ulán Bator. A la izquierda, la Bolsa de Mongolia.

Durante el período socialista, y especialmente después de la Segunda Guerra Mundial, la mayoría de los antiguos edificios de estilo mongol se sustituyeron por bloques de pisos de estilo soviético, financiados en su mayor parte por la Unión Soviética. La parada del ferrocarril Transmongoliano en Ulán Bator que comunicaba Moscú y Pekín, se completó en 1956, y fueron erigidos cines, teatros, museos, etc. Por otra parte, muchos de los templos y monasterios presocialistas de la ciudad fueron destruidos a raíz del movimiento antirreligioso de finales de la década de 1930.

### Fin del socialismo
En Ulán Bator se originaron las manifestaciones que provocaron la revolución democrática de Mongolia, que fue el inicio de su transición a la democracia y la economía de mercado. El 10 de diciembre de 1989, los manifestantes pidieron que Mongolia aplicara la perestroika y el glásnost en su sentido pleno y los dirigentes disidentes exigieron la celebración de elecciones libres y la reforma económica. El 14 de enero de 1990, las protestas pasaron de estar formadas por unas doscientas personas a unas mil que se reunieron en el Museo de Lenin en Ulan Bator.[cita requerida] Una manifestación en la Plaza de Sukhbaatar el 21 de enero, a una temperatura de -30 °C, seguida posteriormente de las manifestaciones de fin de semana en enero y febrero provocaron que se llevara a cabo la formación del primer partido mongol de la oposición. El 7 de marzo, diez disidentes se reunieron en la plaza Sukhbaatar y se pusieron en huelga de hambre. Miles de seguidores se unieron a ellos, a los que también se unieron los que llegaron el 8 de marzo, y la multitud se hizo tan grande que fue ingobernable; setenta personas resultaron heridas y hubo un muerto. El 9 de marzo el Partido Revolucionario del Pueblo Mongol se vio obligado a renunciar al poder. El nuevo gobierno anunció que las primeras elecciones libres se celebrarían en julio; curiosamente las elecciones fueron ganadas por los comunistas con un amplio margen.

### Historia reciente
Desde la transición de Mongolia a la economía de mercado en 1990, la ciudad ha experimentado un gran crecimiento, principalmente debido a la inmigración interna. Buena parte de estos nuevos ciudadanos habitan en barrios de yurtas, debido a que la construcción de nuevos bloques de pisos cayó drásticamente en la década de 1990. Debido a tal crecimiento, la población de la ciudad se ha duplicado hasta alcanzar el millón de habitantes, lo que supone alrededor del 40% de toda la población del país. Esto provoca una serie de problemas sociales, ambientales y de transporte. En los últimos años, la construcción de nuevos edificios ha adquirido un nuevo impulso, especialmente en el centro de la ciudad, donde los precios se han disparado.
En 2008 la ciudad fue el escenario donde surgieron revueltas ciudadanas después de que el Partido Democrático, el Partido Movimiento Civil y el Partido Republicano denunciasen fraude en las elecciones parlamentarias que fueron ganadas por el Partido Revolucionario del Pueblo de Mongolia (PRPM). La sede de este partido fue incendiada por los manifestantes, cinco personas murieron y más de 300 (entre civiles y policías) resultaron heridas durante la represión de los disturbios por la policía. Sin embargo, las elecciones fueron declaradas libres y justas por los observadores internacionales.

## Galería

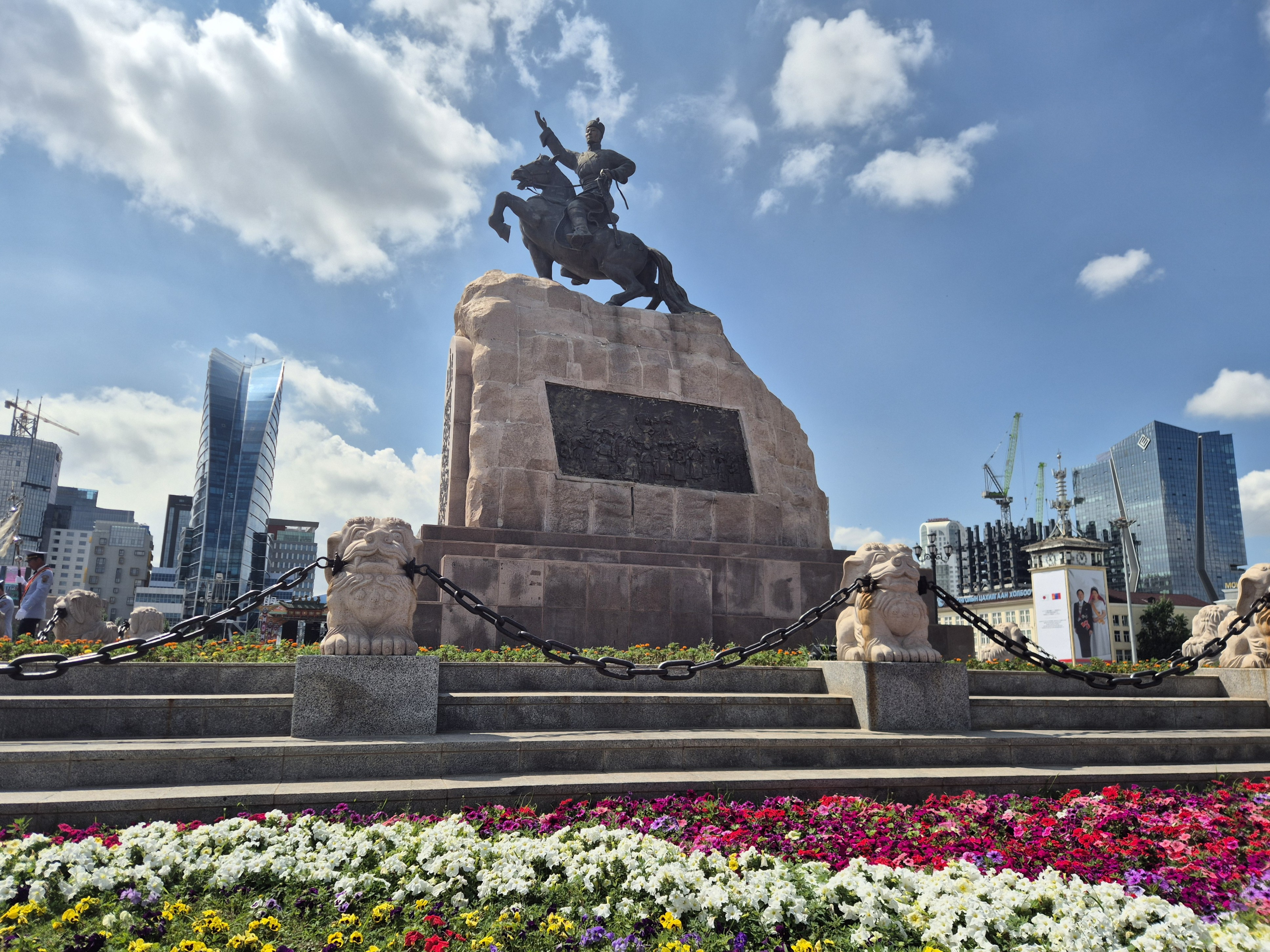
Estatua de Damdin Sükhbaatar en la plaza homónima
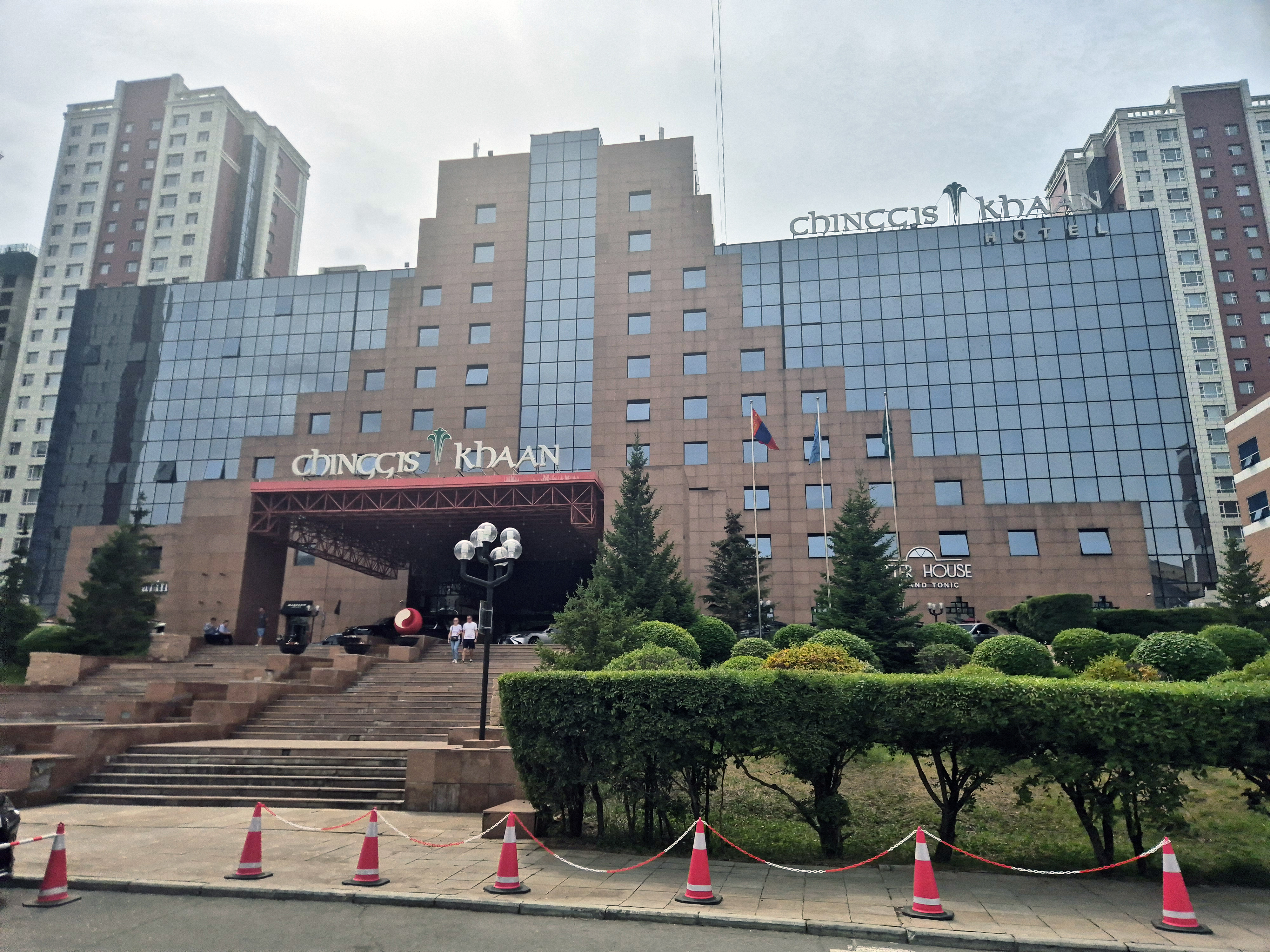
Hotel Chinggis Khaan
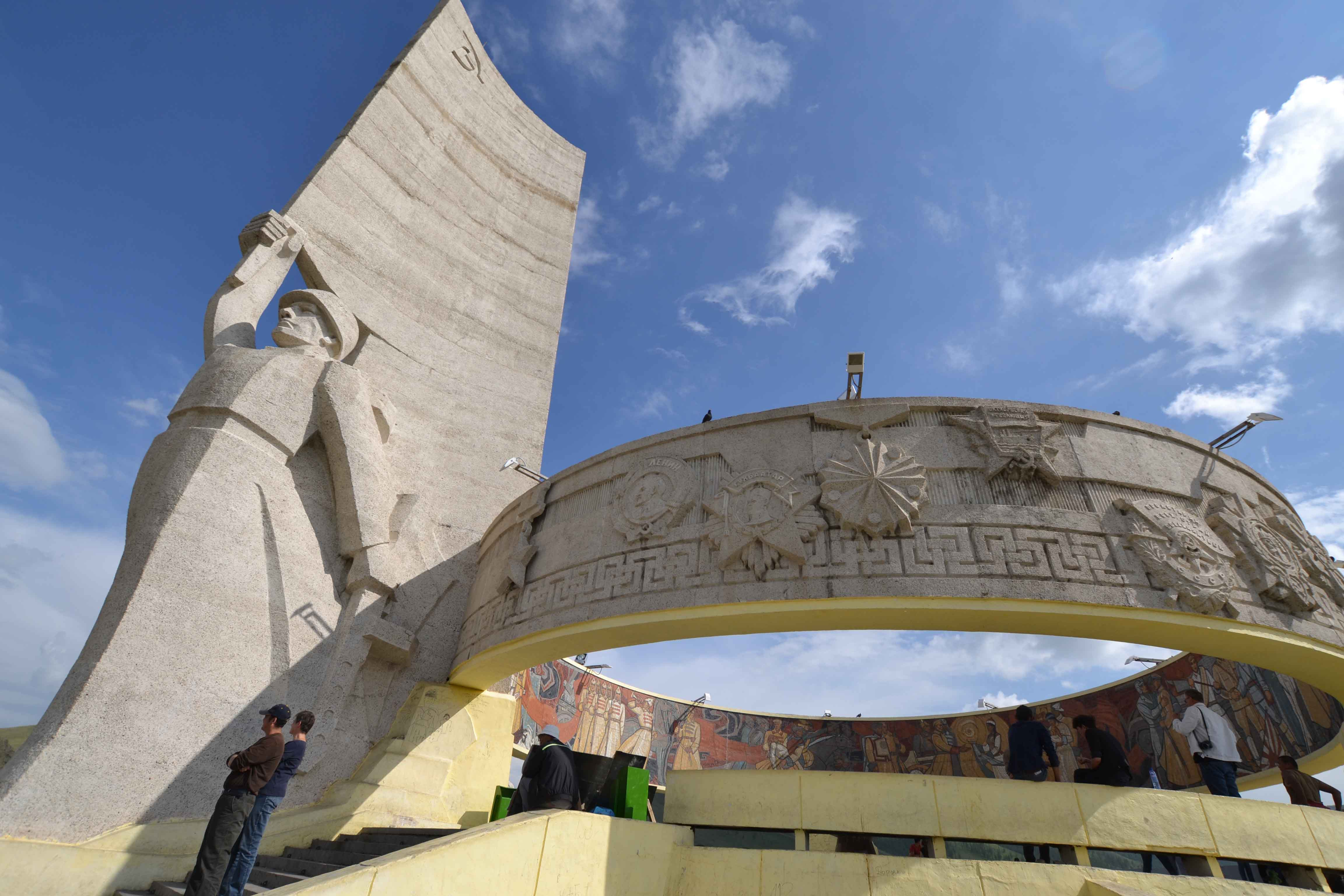
Memorial Zaisan
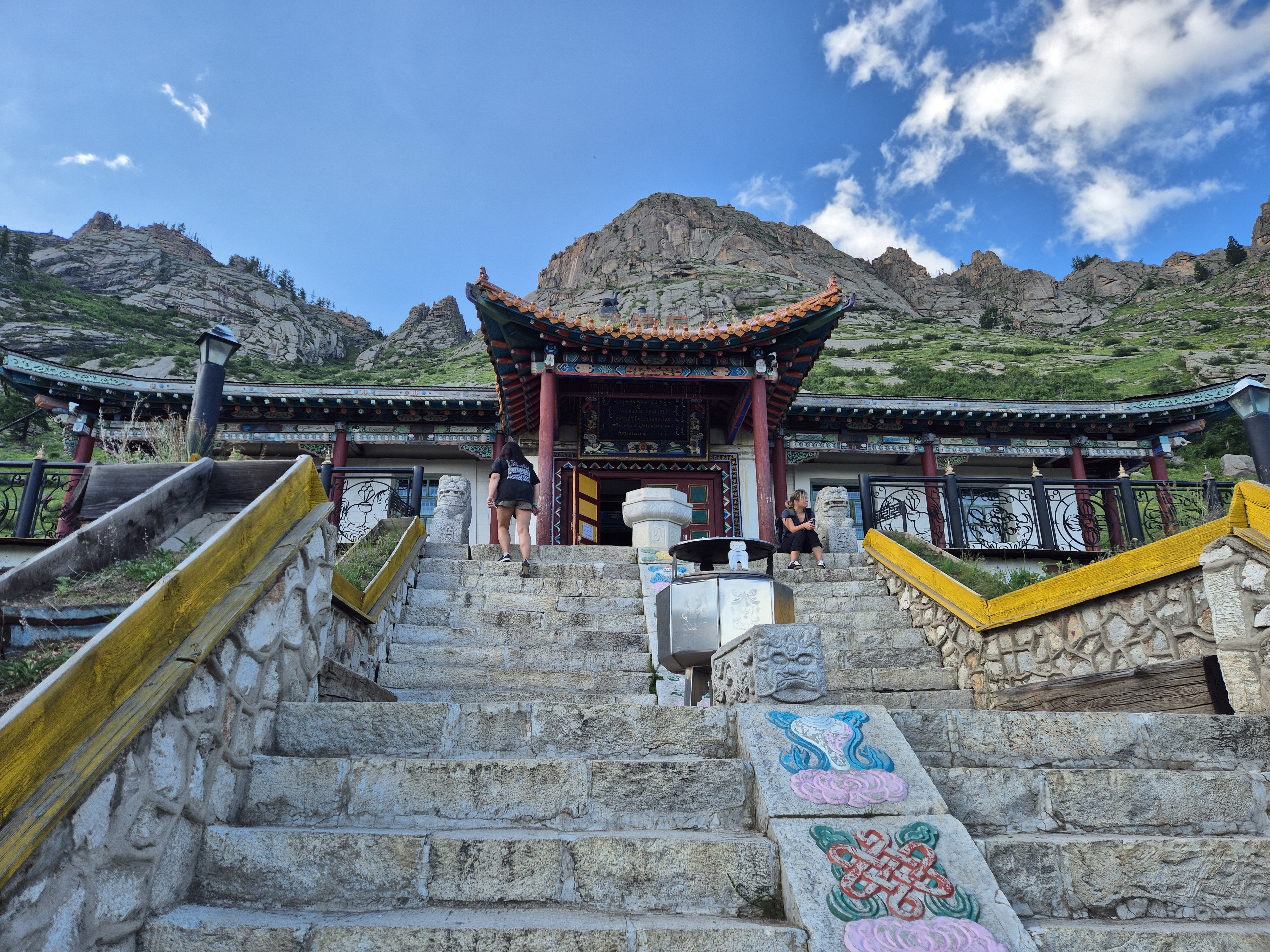
Centro de meditación Aryabal
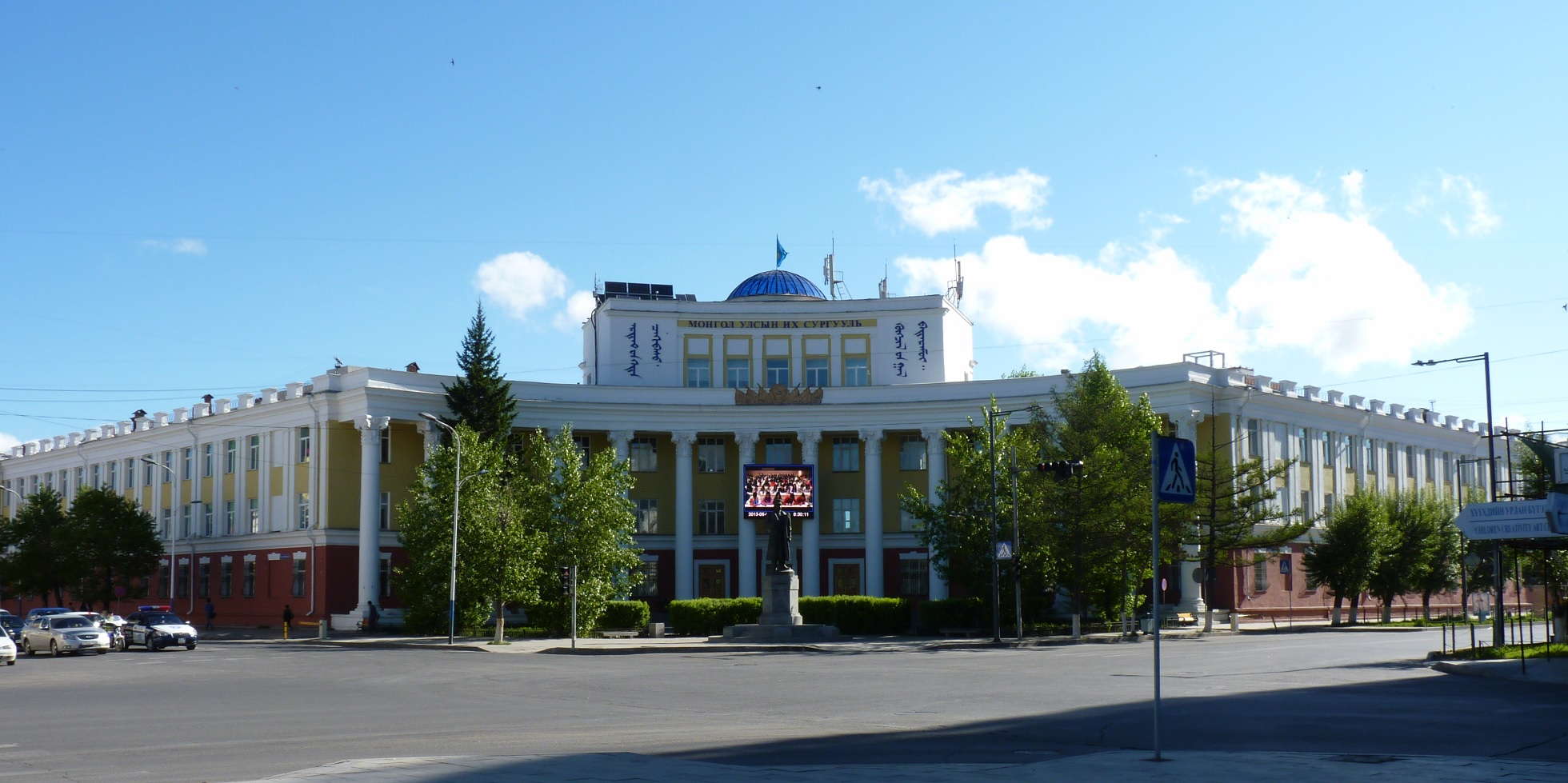
Universidad Nacional de Mongolia

## Geografía y clima

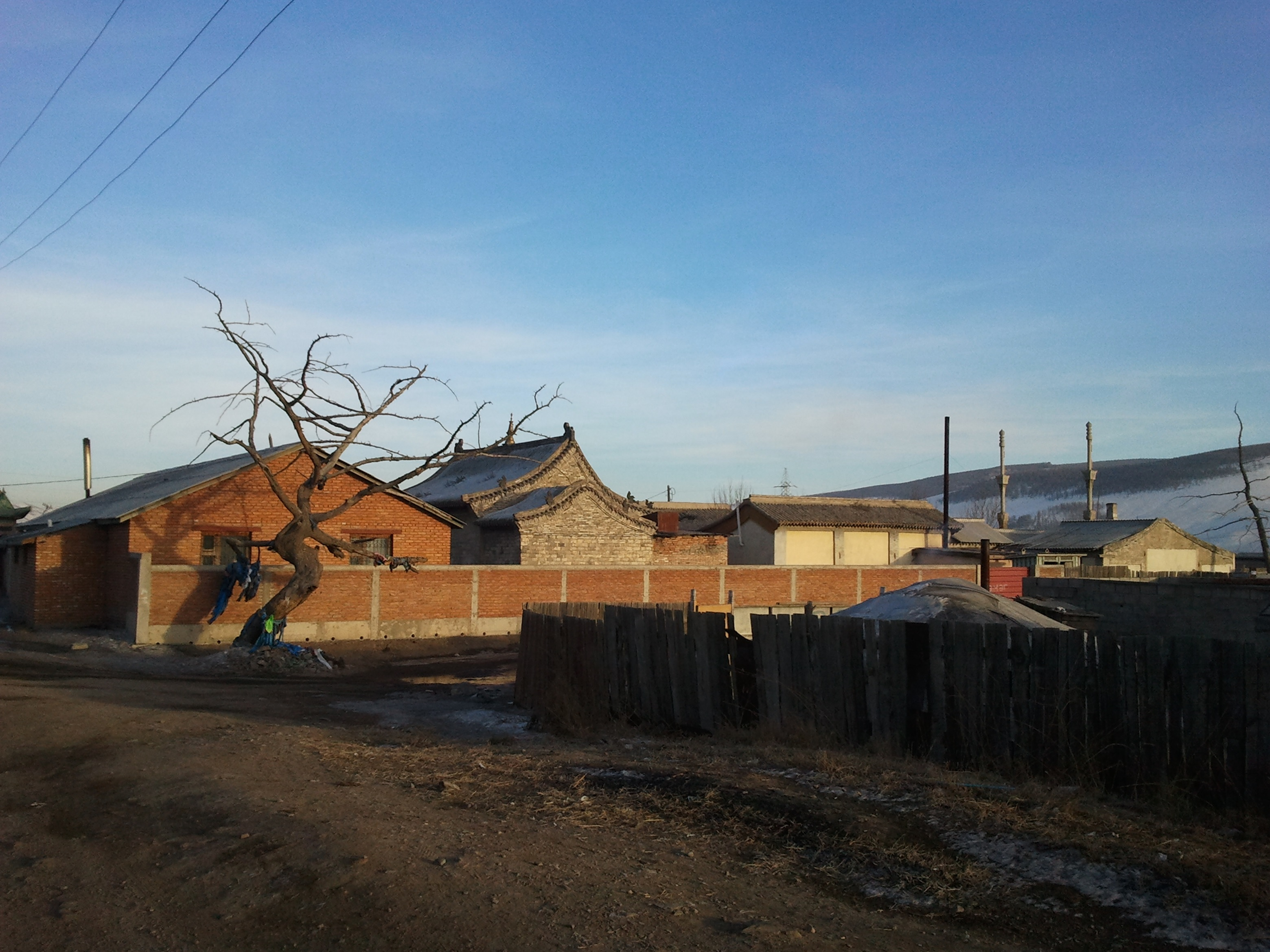
Convento de monjas Dolma Ling

Ulán Bator está situada a una altura aproximada de 1350 metros sobre el nivel del mar, ligeramente al este del centro de Mongolia, en la cuenca del río Tuul, un subafluente del Selengá. La ciudad se encuentra rodeada por las montañas Bogd Khan Uul, Songino Khairkhan, Chingeltei y Bayanzurkh, que forman parte de la cordillera Khan Khentii.
Su clima es subártico o clima boreal (Dwc en la clasificación climática de Köppen) influenciado por los monzones. Además, la ciudad se encuentra en una zona de permafrost esporádico. Se caracteriza por ser un clima seco en general, con temperaturas muy bajas en invierno (máximas de -16 °C y mínimas de hasta −45 °C), con nevadas ocasionales. Debido a su elevada altitud, su relativamente alta latitud y su situación a cientos de kilómetros de cualquier costa, Ulán Bator es considerada la capital nacional más fría del mundo. Los veranos suelen ser templados, cortos y algo húmedos, donde se presentan los principales días de lluvia o tormenta de todo el año. El otoño y la primavera son algo fríos y secos.
| Parámetros climáticos promedio de Ulán Bator (1981-2010) | Parámetros climáticos promedio de Ulán Bator (1981-2010) | Parámetros climáticos promedio de Ulán Bator (1981-2010) | Parámetros climáticos promedio de Ulán Bator (1981-2010) | Parámetros climáticos promedio de Ulán Bator (1981-2010) | Parámetros climáticos promedio de Ulán Bator (1981-2010) | Parámetros climáticos promedio de Ulán Bator (1981-2010) | Parámetros climáticos promedio de Ulán Bator (1981-2010) | Parámetros climáticos promedio de Ulán Bator (1981-2010) | Parámetros climáticos promedio de Ulán Bator (1981-2010) | Parámetros climáticos promedio de Ulán Bator (1981-2010) | Parámetros climáticos promedio de Ulán Bator (1981-2010) | Parámetros climáticos promedio de Ulán Bator (1981-2010) | Parámetros climáticos promedio de Ulán Bator (1981-2010) |
| Mes                                                      | Ene.                                                     | Feb.                                                     | Mar.                                                     | Abr.                                                     | May.                                                     | Jun.                                                     | Jul.                                                     | Ago.                                                     | Sep.                                                     | Oct.                                                     | Nov.                                                     | Dic.                                                     | Anual                                                    |
| -------------------------------------------------------- | -------------------------------------------------------- | -------------------------------------------------------- | -------------------------------------------------------- | -------------------------------------------------------- | -------------------------------------------------------- | -------------------------------------------------------- | -------------------------------------------------------- | -------------------------------------------------------- | -------------------------------------------------------- | -------------------------------------------------------- | -------------------------------------------------------- | -------------------------------------------------------- | -------------------------------------------------------- |
| Temp. máx. abs. (°C)                                     | -2.6                                                     | 11.3                                                     | 17.8                                                     | 28.0                                                     | 33.5                                                     | 38.3                                                     | 39.0                                                     | 34.9                                                     | 31.5                                                     | 22.5                                                     | 13.0                                                     | 6.1                                                      | 39.0                                                     |
| Temp. máx. media (°C)                                    | -15.6                                                    | -9.6                                                     | -0.7                                                     | 9.7                                                      | 17.8                                                     | 22.5                                                     | 24.5                                                     | 22.3                                                     | 16.7                                                     | 7.6                                                      | -5.0                                                     | -13.5                                                    | 6.4                                                      |
| Temp. media (°C)                                         | -21.6                                                    | -16.6                                                    | -7.4                                                     | 2.0                                                      | 10.1                                                     | 15.7                                                     | 18.2                                                     | 16.0                                                     | 9.6                                                      | 0.5                                                      | -11.9                                                    | -19.0                                                    | -0.4                                                     |
| Temp. mín. media (°C)                                    | -27.6                                                    | -23.6                                                    | -14.1                                                    | -5.7                                                     | 2.4                                                      | 8.9                                                      | 11.9                                                     | 9.7                                                      | 2.5                                                      | -6.6                                                     | -18.8                                                    | -24.5                                                    | -7.1                                                     |
| Temp. mín. abs. (°C)                                     | -42.8                                                    | -42.2                                                    | -38.9                                                    | -26.1                                                    | -16.1                                                    | -3.9                                                     | -0.2                                                     | -2.2                                                     | -13.4                                                    | -22.0                                                    | -35.0                                                    | -37.8                                                    | -42.8                                                    |
| Precipitación total (mm)                                 | 2                                                        | 3                                                        | 4                                                        | 10                                                       | 21                                                       | 46                                                       | 64                                                       | 70                                                       | 27                                                       | 10                                                       | 6                                                        | 4                                                        | 267                                                      |
| Días de lluvias (≥ 1 mm)                                 | 0.1                                                      | 0.03                                                     | 0.2                                                      | 2                                                        | 4                                                        | 9                                                        | 13                                                       | 14                                                       | 6                                                        | 2                                                        | 0.2                                                      | 0.2                                                      | 51                                                       |
| Días de nevadas (≥ 1 mm)                                 | 9                                                        | 7                                                        | 7                                                        | 7                                                        | 3                                                        | 0.3                                                      | 0.2                                                      | 0.4                                                      | 2                                                        | 6                                                        | 8                                                        | 10                                                       | 59                                                       |
| Horas de sol                                             | 179.1                                                    | 204.8                                                    | 265.2                                                    | 262.5                                                    | 299.3                                                    | 269.0                                                    | 249.3                                                    | 258.3                                                    | 245.7                                                    | 227.5                                                    | 177.4                                                    | 156.4                                                    | 2791.5                                                   |
| Humedad relativa (%)                                     | 78                                                       | 73                                                       | 61                                                       | 48                                                       | 46                                                       | 54                                                       | 60                                                       | 63                                                       | 59                                                       | 60                                                       | 71                                                       | 78                                                       | 62                                                       |
| Fuente n.º 1: Погода и климат                            |                                                          |                                                          |                                                          |                                                          |                                                          |                                                          |                                                          |                                                          |                                                          |                                                          |                                                          |                                                          |                                                          |
| Fuente n.º 2: NOAA (Horas de sol, 1981-2010)             |                                                          |                                                          |                                                          |                                                          |                                                          |                                                          |                                                          |                                                          |                                                          |                                                          |                                                          |                                                          |                                                          |

## División administrativa
Ulán Bator, al contrario que el resto de subdivisiones de Mongolia, no es una provincia, sino que tiene el rango de municipalidad. Se encuentra rodeada por la provincia de Töv y está dividida en nueve distritos (düüregs): Baganuur, Bagakhangai, Bayangol, Bayanzürkh, Chingeltei, Khan Uul, Nalaikh, Songino Khairkhan y Sükhbaatar. Asimismo, cada distrito se subdivide en joroos. La municipalidad de Ulán Bator no tiene continuidad territorial; los distritos de Baganuur y Bagakhangai son exclaves, el primero en la provincia de Töv y el segundo en Hentiy.
La capital es gobernada como una subdivisión independiente de primer nivel dentro del país. Su ayuntamiento está formado por cuarenta miembros elegidos cada cuatro años, quienes, a su vez, eligen al alcalde. A finales de 2016 el alcalde de Ulán Bator y gobernador del territorio capitalino era Süjbaataryn Batbold, del Partido del Pueblo de Mongolia.

## Demografía
| Gráfica de evolución de Ulán Bator entre 2003 y |
|                                                 |
| Ulaanbaatar XAOCT.                              |

## Cultura
Pocos edificios en Ulán Bator son anteriores a la Segunda Guerra Mundial. Los edificios anteriores al conflicto y que sobrevivieron a él son: los monasterios Dambadarjaalin del Distrito Sukhbaatar (1765), Dashchoilin (construido en 1778), el monasterio techado en oro Gandantegchinlen y también llamado Tsogchin Dugan (1838); los templos Vajradhara (1841), Zuu (1869), Didan Laviran (siglo XIX), Erdem Itgemjit (1893) y Megjid Janraisig (1913-1914); el Palacio de Invierno Bogd Khan y los edificios colindantes al Palacio (1893-1906); el Museo de Historia de Ulán Bator que fue, antiguamente, la residencia privada del rico mercante Buryat Tsogt Badamjav (1904); el edificio del Museo de Arte Zanabazar y conocido anteriormente como Ondor Khorshoo (1905); la residencia de Chin Van Khanddorj, un destacado noble y político de los primeros años de la independencia de Mongolia (1913); el primer edificio de telefonía donde se quedaron los coristas rusos ortodoxos (1914). El edificio de la Escuela del Maestro fue originalmente la sede de gobierno y data de 1930. La sede del primer ministro Genden fue construida en 1930.

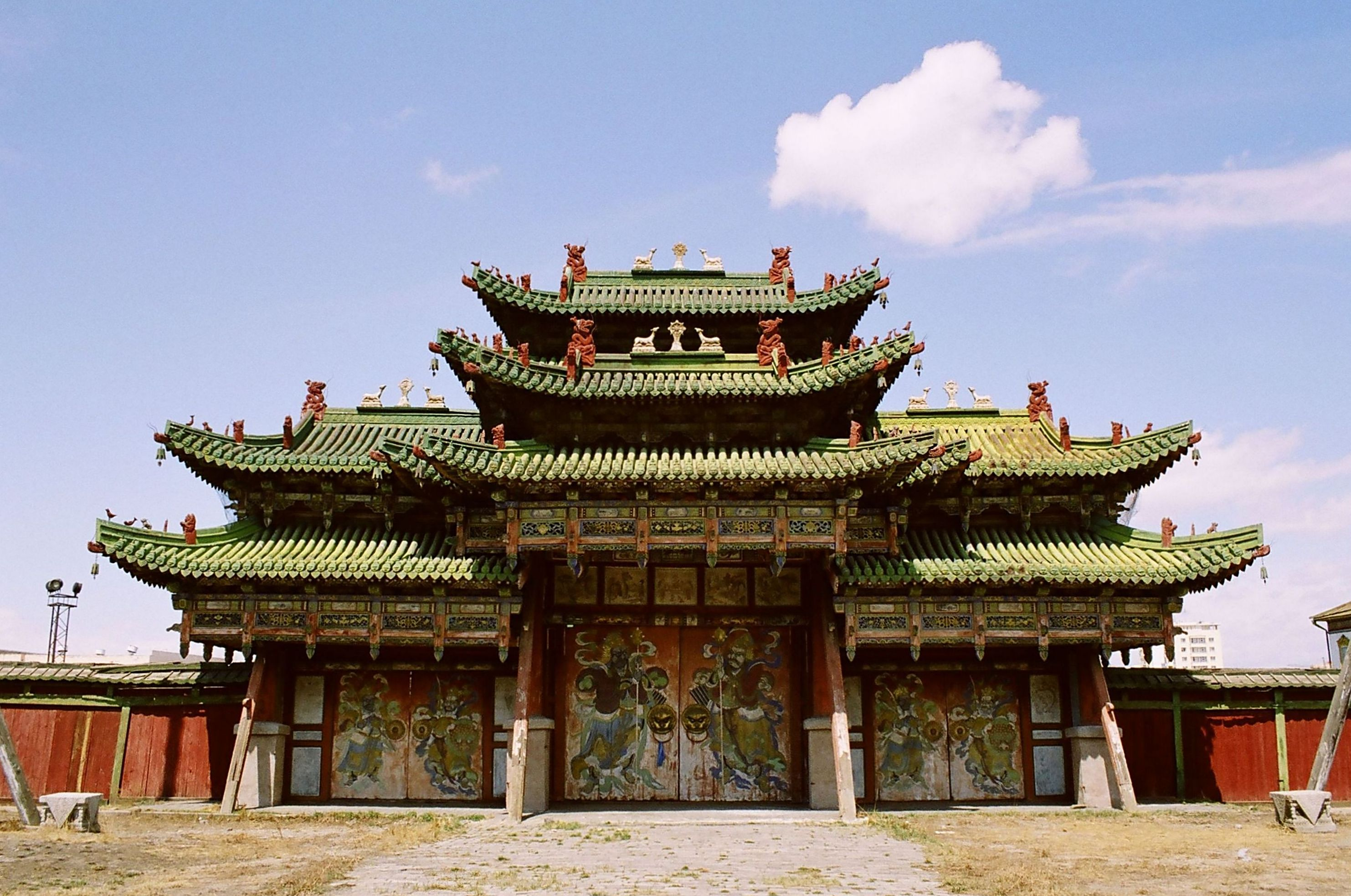
Palacio de Invierno de Bogd Khan.

|                            |                  |                  |
| El teatro de ópera estatal | Teatro dramático | Galería Nacional |

### Monasterios
Entre los monasterios más antiguos está el Choijin Lama, un monasterio budista que se completó en 1908. Escapó de la destrucción de monasterios mongol cuando se convirtió en un museo en 1942. Otro edificio notable es el Gandan, que data del siglo XIX. Su atracción más famosa es una estatua de oro de Migjid Janraisig que mide 26,5 metros de altura. Estos monasterios se encuentran entre el reducido grupo de edificios de este tipo que se salvaron de la destrucción en Mongolia bajo Horloogiyn Choybalsan.

### Palacio de invierno
El antiguo Ikh Khüree, una vez que la ciudad fue creada como capital permanente, tuvo una serie de palacios y nobles residencias en una zona denominada Öndgiin sürgiin nutag. El Jebtsundamba Khutughtu, que más tarde fue coronado Bogd Khan, tenía cuatro residencias imperiales que se encuentran entre los ríos Dund gol y Tuul. El palacio de verano fue llamado Erdmiin dalai buyan chuulgan suma o Bogd khaanii serüün ord. Otros palacios son el Palacio Blanco (Tsagaan süm o Gьngaa dejidlin, en mongol), y el palacio Pandelin (también llamado Naro Kha Chod süm), que se encuentra en la orilla izquierda del río Tuul. Algunos de los palacios también se utilizaron con fines religiosos. El único palacio que queda es el palacio de invierno. El Palacio de Invierno del Bogd Khan (Bogd khaanii nogoon süm o Bogd khaanii öwliin ordon) se mantiene como museo del último monarca. El complejo incluye seis templos, muchas de las posesiones de Bogd Khan y su esposa se exhiben en el edificio principal.

### Museos
Ulán Bator cuenta con varios museos dedicados a la historia y la cultura mongol. El Museo de Historia Natural ofrece muchos fósiles de dinosaurios y meteoritos encontrados en Mongolia. El Museo Nacional de Historia de Mongolia incluye exposiciones desde la prehistoria a través del Imperio mongol a la actualidad. El Museo Zanabazar de Bellas Artes contiene una gran colección de arte mongol, incluidas las obras del escultor y artista del siglo XVII Zanabazar, así como la pintura más famosa del país, Un día en Mongolia, de B. Sharav.
Los objetos anteriores a 1778 que nunca fueron arrebatados de la ciudad desde su fundación incluyen la estatua Vajradhara hecha por Zanabazar en 1683 (la deidad principal de la ciudad se mantiene en el templo Vajradhara), un trono adornado regalado a Zanabazar por el emperador Kangxi (antes de 1723), un sombrero de sándalo regalado a Zanabazar por el dalái lama (c. 1663), el gran abrigo de piel de Zanabazar que también fue regalado por el emperador Kangxi y un gran número de estatuas originales hechas por el mismo Zanabazar (por ejemplo, la Tara Verde).

### Plaza Sukhbaatar
La plaza Sukhbaatar, en el distrito del gobierno, es el centro de Ulán Bator. En el centro de la plaza Sukhbaatar hay una estatua ecuestre de Damdin Sukhbaatar. El monumento fue erigido porque fue donde el caballo de Sukhbaatar orinó (lo que significaba un buen augurio) el 8 de julio de 1921 durante una reunión del Ejército Rojo. En el lado norte de la plaza Sukhbaatar está el edificio del Parlamento mongol, con una gran estatua de Gengis Kan en la parte superior de la parte delantera. La Avenida Paz (Enkh Taivny Örgön Chölöö), la principal vía a través de la ciudad, cruza a lo largo del lado sur de la plaza.

## Educación
Ulán Bator tiene cinco grandes universidades: la Universidad Nacional de Mongolia, la Universidad Científica y Tecnológica de Mongolia, la Universidad de Salud y Ciencias Médicas, la Universidad Pedagógica, y la Universidad de Arte y Cultura. La Biblioteca Nacional de Mongolia cuenta con una amplia selección de textos en inglés sobre temas mongoles. La Escuela Americana de Ulán Bator y la Escuela Internacional de Ulán Bator ofrecen educación de estilo occidental en inglés para ciudadanos mongoles y residentes extranjeros.
La biblioteca histórica contiene una buena cantidad de manuscritos mongoles, chinos y tibetanos.

## Transporte

### Nacional e internacional

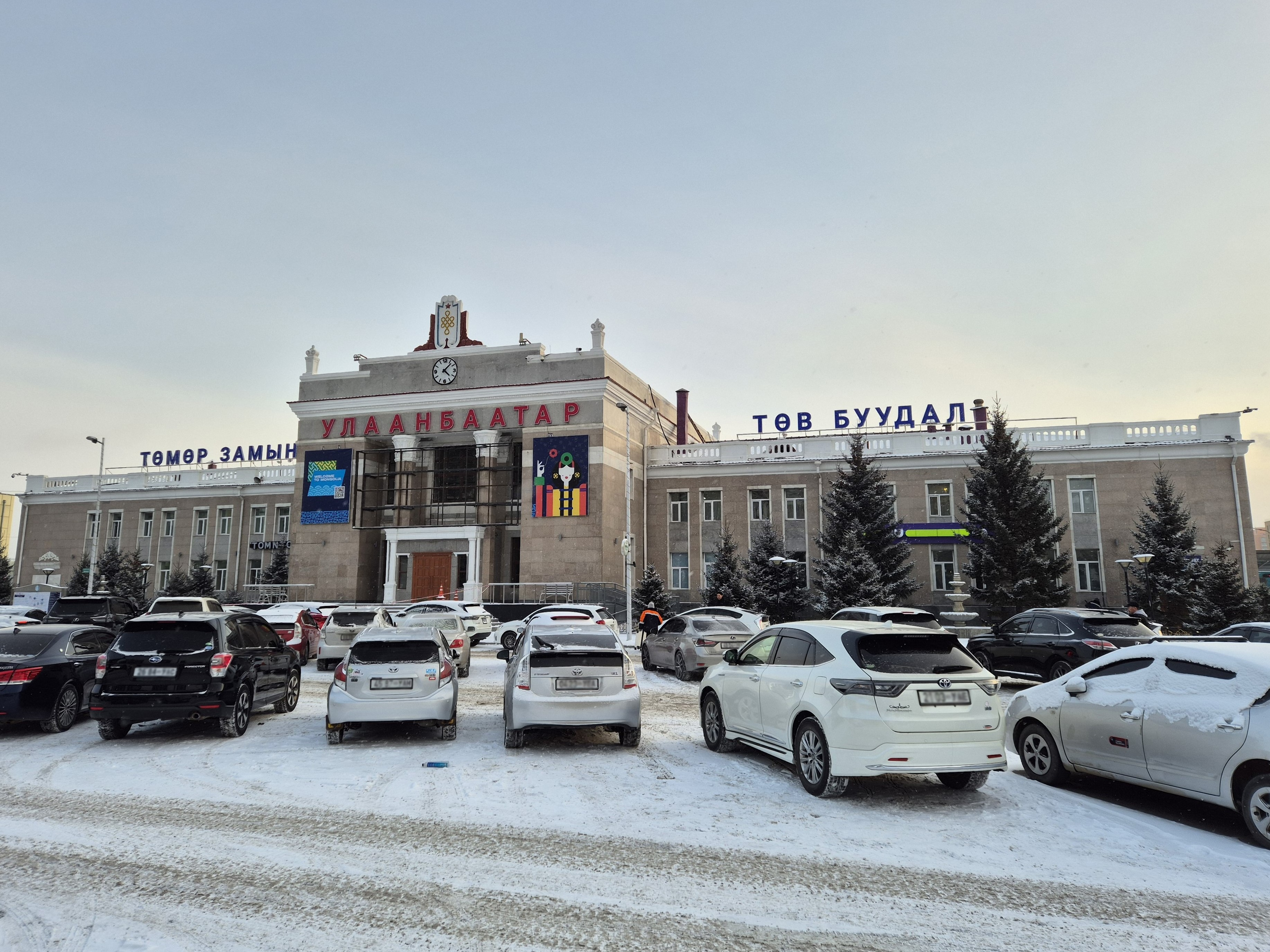
Fachada de la Estación de ferrocarril de Ulán Bator.

Ulán Bator es el centro de las comunicaciones del país. Por tierra está conectada por carretera con las principales ciudades de Mongolia, aunque la mayoría de las carreteras del país no están asfaltadas ni señalizadas, lo que hace que los desplazamientos por carretera puedan ser difíciles. Incluso dentro de la ciudad, no todas las vías están pavimentadas y algunas de las que sí lo están no se encuentran en buenas condiciones.
En cuanto al transporte aéreo, la ciudad tiene un aeropuerto internacional: el Aeropuerto Internacional Genghis Khan (conocido hasta 2005 como Aeropuerto Buyant Ukhaa), situado a 18 km al sudoeste de la ciudad. Se trata de la mayor instalación aérea del país, copa más del 98% del transporte aéreo internacional del país y es la única que ofrece vuelos internacionales regulares. Los principales destinos internacionales son Pekín, Berlín, Irkutsk, Moscú, Seúl y Tokio, mientras que los principales viajes nacionales son a Hovd y a Mörön.
La estación de ferrocarril de Ulán Bator es la mayor del país. En ella para el Transmongoliano, una línea de ferrocarril que atraviesa el país de norte a sur, conectando la ciudad rusa de Ulán-Udé (con conexión con el Transiberiano) con la ciudad china de Jining.

### Urbano
Los gobiernos nacional y municipal regulan el sistema de transporte urbano. Operadoras privadas operan varias líneas de autobús por la ciudad. Estas líneas son complementadas por microbuses, que recorren las mismas líneas.
A pesar de que existe una página web describiendo el metro de Ulán Bator, esta ciudad no dispone de metro.

## Deportes

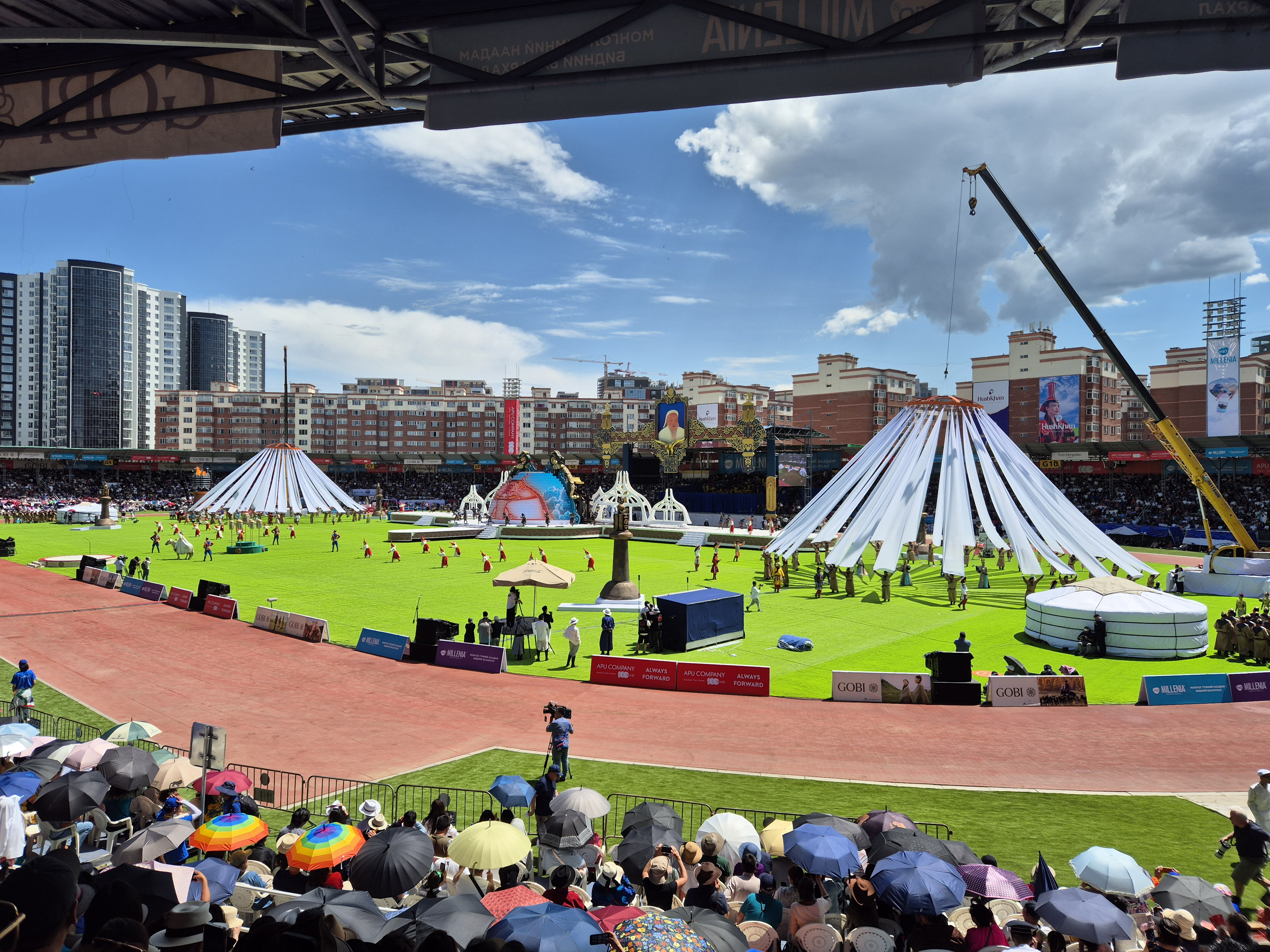
Ceremonia de Naadam en el Estadio Nacional de Deportes.

En Ulán Bator (como en el resto de Mongolia) predominan los deportes regionales, entre los que destaca el Naadam, que podría ser considerado como el deporte nacional. Pero no solo se disputan deportes regionales sino que también se disputan (aunque de manera minoritaria) deportes mundialmente conocidos como el fútbol, el baloncesto, etc.
El Mongol Rally, descrito como «la mayor aventura del mundo», es una competición de rally que comienza en varias ciudades europeas (como Londres, Madrid o Milán) y termina en Ulán Bator. El Master Rally de 1996 también finalizó en esta ciudad, tras salir de París y pasar por Moscú.
La Mongolia Bike Challenge es una competición de BTT de las más duras del mundo.

## Patrimonio
- Monasterio Choijin Lama.
- Monasterio de Gandantegchinlin.
- Museo de Historia Natural.
- Museo Nacional de Historia de Mongolia.

- Palacio de Invierno de Bogd Khan.

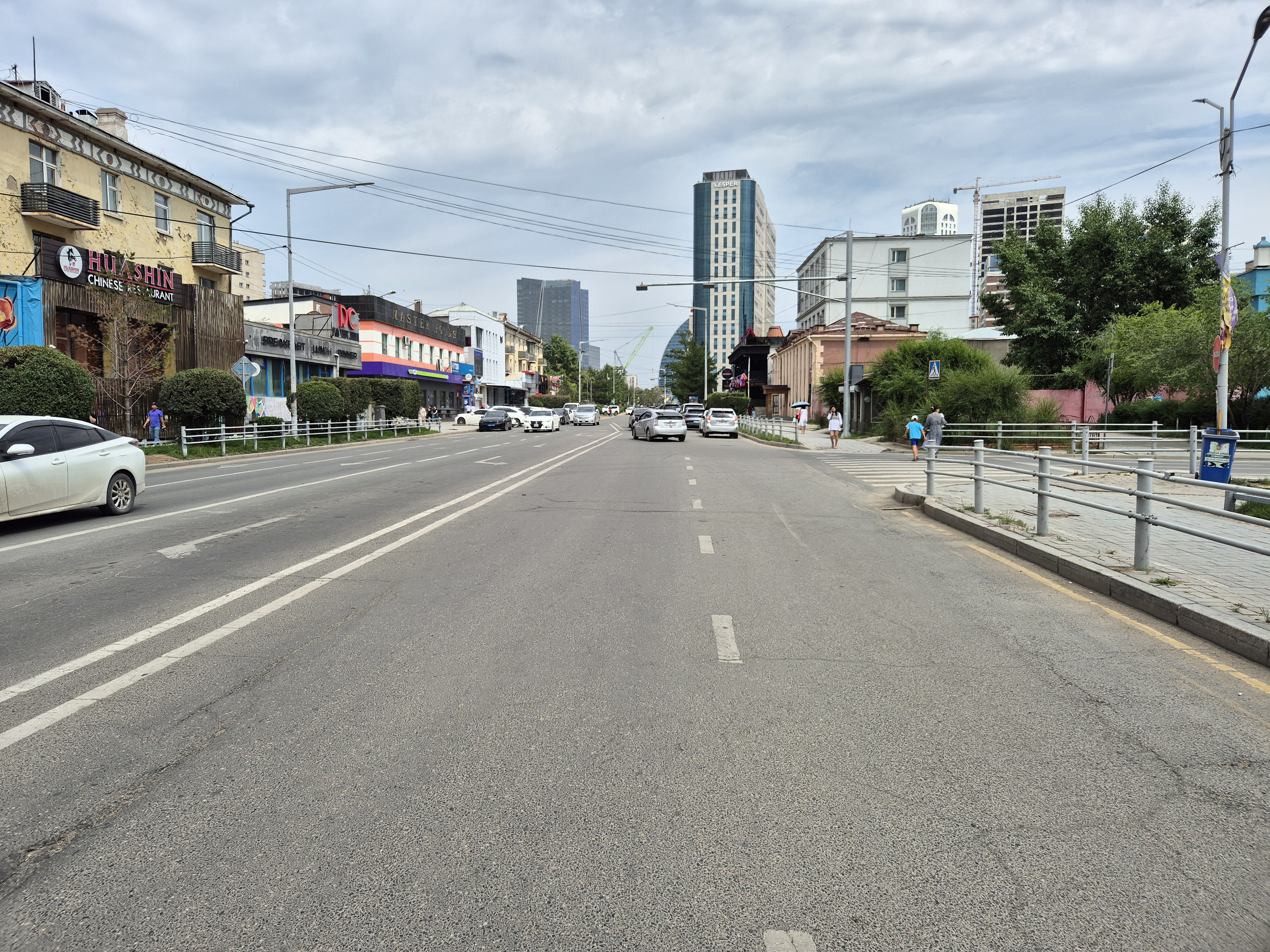
Una calle en Ulán Bator.

- Teatro Nacional Académico de Opera y Ballet de Mongolia.
- Plaza Sujbaatarin.
- Memorial Zaisan.
- Estadio Nacional de Deportes.
- Parque Nacional Gorji-Terelzh (a 70 km de Ulán Bator).

## Relaciones internacionales
En Ulán Bator se encuentran las embajadas de los países que mantienen relaciones diplomáticas con Mongolia.

## Ciudades hermanadas
Las ciudades hermanadas con Ulán Bator son:
- Ankara, Turquía[38]
- Hohhot, China
- Irkutsk, Rusia[39]
- Moscú, Rusia
- Sapporo, Japón
- Seúl, Corea del Sur
- Taipéi, Taiwán[40]
- San Petersburgo, Rusia[41]
- Ulán-Udé, Rusia[42]
- Gold Coast, Australia[43]
- Nueva Delhi, India